# Tilly e il draghetto
Tilly e il draghetto (The Tale of Tillie's Dragon) è un film d'animazione statunitense del 1995 diretto da Mike Stribling.

## Trama
Tilly è una bambina dolce e tenera che vive in un grande castello alle porte di una piccola cittadina. La bimba vive insieme allo squinternato zio Giorgio, discendente diretto del più grande cacciatore di draghi (San Giorgio) e lui stesso aspirante cacciatore. Ma non ci sono più draghi a questo mondo. Un giorno, però, un piccolo draghetto arriva in città ed è subito terrore. Lo zio Giorgio viene incaricato dal sindaco di dargli la caccia: per la prima volta nella sua vita potrà infilzare un drago vero. Ma i cittadini di Schatzberg ancora non sanno che questo tenero e dolce animaletto cambierà completamente la loro vita. Solo Tilly saprà riconoscere nel drago sentimenti di bontà e altruismo, tra i due nascerà una bella e solida amicizia, che nemmeno lo zio Giorgio si sentirà di spezzare.